# Liste der denkmalgeschützten Objekte in Lockenhaus
Die Liste der denkmalgeschützten Objekte in Lockenhaus enthält die 18 denkmalgeschützten, unbeweglichen Objekte der burgenländischen Marktgemeinde Lockenhaus im Bezirk Oberpullendorf.

## Denkmäler
| Foto |                 | Denkmal                                                                    | Standort                                             | Beschreibung | Metadaten |
| ---- | --------------- | -------------------------------------------------------------------------- | ---------------------------------------------------- | --- | --- |
| ja   | Datei hochladen | Ortskapelle Mariä Heimsuchung HERIS-ID: 47165 Objekt-ID: 49806             | Fabriksgasse 7 Standort KG: Hammerteich              | Die Filialkirche Mariä Heimsuchung im Ortsteil Teich der KG Hammerteich als kleiner Rechteckbau mit Apsis und Dachreiter wurde 1850 erbaut. | BDA-Hist.: Q38025741 Status: § 2a Stand der BDA-Liste: 2025-06-30 Name: Ortskapelle Mariä Heimsuchung GstNr.: 786                                          |
| ja   | Datei hochladen | Schule, ehem. Zollwachegebäude HERIS-ID: 71091 Objekt-ID: 84241            | Hammerschmiedgasse 6 Standort KG: Hammerteich        | Das ehemalige Zollwachgebäude wurde Mitte der 1920er errichtet, nachdem die Grenze zu Ungarn endgültig feststand. | BDA-Hist.: Q38126626 Status: § 2a Stand der BDA-Liste: 2025-06-30 Name: Schule, ehem. Zollwachegebäude GstNr.: 49                                          |
| ja   | Datei hochladen | Kath. Filialkirche hl. Oswald HERIS-ID: 47166 Objekt-ID: 49807             | Hauptstraße 29, Hammerteich Standort KG: Hammerteich | Im 17./18. Jahrhundert wurde eine Kapelle errichtet. In den 1880er Jahren erfolgte eine Erweiterung bzw. Neubau zu einer Kirche. Am Ende der 1960er Jahre fand eine umfassende Neugestaltung statt, die den kleinen Rechteckbau mit Apsis und Dachreiter in ihrem Erscheinungsbild stark veränderte. In den 2010er Jahren erfolgte ein Rückbau, so dass das ursprüngliche Erscheinungsbild der Kirche wieder hergestellt wurde. | BDA-Hist.: Q38025748 Status: § 2a Stand der BDA-Liste: 2025-06-30 Name: Kath. Filialkirche hl. Oswald GstNr.: 1 Kath. Filialkirche hl. Oswald, Hammerteich |
| ja   | Datei hochladen | Kath. Filialkirche hl. Anna HERIS-ID: 47170 Objekt-ID: 49824               | Hauptstraße 42, Hochstraß Standort KG: Hochstraß     | Die Filialkirche hl. Anna am westlichen Ortsende von Hochstraß wurde 1775 erbaut, 1837 der Turm ergänzt, 1977 erweitert. Altarbild Anna Maria lesen lehrend aus dem 19. Jahrhundert. Statuen Maria mit Kind und Johannes Nepomuk aus dem 18. Jahrhundert stehen auf den Apsispilastern. | BDA-Hist.: Q38025788 Status: § 2a Stand der BDA-Liste: 2025-06-30 Name: Kath. Filialkirche hl. Anna GstNr.: 68/2 Kath. Filialkirche hl. Anna, Hochstraß    |
| ja   | Datei hochladen | Johannes–Nepomuk-Kapelle HERIS-ID: 70995 Objekt-ID: 84139                  | Standort KG: Hochstraß                               | Der Kapellenbildstock am östlichen Ortsende von Hochstraß mit Inschrift 1780 als quadratischer Bau mit Rundapsis und einem Giebel über Säulen beinhaltet eine steinerne Figur Johannes’ Nepomuk. | BDA-Hist.: Q38126514 Status: § 2a Stand der BDA-Liste: 2025-06-30 Name: Johannes Nepomuk-Kapelle GstNr.: 142/1 Johannes-Nepomuk-Kapelle, Hochstraß         |
| ja   | Datei hochladen | Kath. Filialkirche hl. Johann von Nepomuk HERIS-ID: 47205 Objekt-ID: 49908 | Hauptstraße 22, Langeck Standort KG: Langeck         | Die Filialkirche hl. Johannes Nepomuk im Ort Langeck wurde 1808 erbaut und 1908 renoviert und von 1968 bis 1970 restauriert. Saalbau mit flachrund geschlossenem Chor mit vorgebautem Turm mit Spitzhelm im Osten. Holzempore auf zwei Eisenstützen. Die Ausstattung ist modern. | BDA-Hist.: Q38025947 Status: § 2a Stand der BDA-Liste: 2025-06-30 Name: Kath. Filialkirche hl . Johann von Nepomuk GstNr.: 37/4 Filialkirche Langeck       |
| ja   | Datei hochladen | Alte Volksschule/Schulmuseum HERIS-ID: 47206 Objekt-ID: 49909              | Hauptstraße 29, Langeck Standort KG: Langeck         | | BDA-Hist.: Q38025958 Status: § 2a Stand der BDA-Liste: 2025-06-30 Name: Alte Volksschule/Schulmuseum GstNr.: 19                                            |
| ja   | Datei hochladen | Burg Lockenhaus HERIS-ID: 33128 Objekt-ID: 30431                           | Eugen Horvath Platz 1 Standort KG: Lockenhaus        | Die Burg steht auf einem Felsriegel in einer engen Schlinge vom Günsbach. Im 13. Jahrhundert als Talsperre erbaut und 1242 urkundlich genannt. Es ist eine ringförmige Anlage mit Bergfried und Kapellenturm. Im 16. Jahrhundert wurde die Burg erweitert und teilweise schlossartig ausgebaut. | BDA-Hist.: Q681677 Status: Bescheid Stand der BDA-Liste: 2025-06-30 Name: Burg Lockenhaus GstNr.: 3994, 3991/1, 3993 Burg Lockenhaus                       |
| ja   | Datei hochladen | Kalvarienbergkirche HERIS-ID: 47217 Objekt-ID: 49926                       | Günserstraße 14 Standort KG: Lockenhaus              | Die Kalvarienbergkirche mit Langhaus, Rundapsis, Fassadentürmchen wurde 1864 erbaut. | BDA-Hist.: Q15907151 Status: § 2a Stand der BDA-Liste: 2025-06-30 Name: Kalvarienbergkirche GstNr.: 3720 Kalvarienberg Lockenhaus                          |
| ja   | Datei hochladen | Pestsäule HERIS-ID: 57200 Objekt-ID: 67018                                 | Hauptplatz Standort KG: Lockenhaus                   | Die Pestsäule vor der Pfarrkirche, urkundlich 1719 erbaut, hat die Sockelfiguren Rochus und Sebastian, und auf der korinthischen Säule die Figur Immaculata. | BDA-Hist.: Q38075118 Status: § 2a Stand der BDA-Liste: 2025-06-30 Name: Pestsäule GstNr.: 147/1 Pestsäule Lockenhaus                                       |
| ja   | Datei hochladen | Pfarrhof HERIS-ID: 71069 Objekt-ID: 84219                                  | Hauptplatz 5 Standort KG: Lockenhaus                 | | BDA-Hist.: Q38126597 Status: § 2a Stand der BDA-Liste: 2025-06-30 Name: Pfarrhof GstNr.: 832                                                               |
| ja   | Datei hochladen | Pfarr- und Wallfahrtskirche hl. Nikolaus HERIS-ID: 47214 Objekt-ID: 49922  | Hauptplatz 6 Standort KG: Lockenhaus                 | Die römisch-katholische Pfarrkirche wurde 1656 bis 1669 vom italienischen Baumeister Pietro Orsolini erbaut. Seit 2003 befindet sich hier die größte Kirchenorgel des Burgenlandes. | BDA-Hist.: Q5117319 Status: § 2a Stand der BDA-Liste: 2025-06-30 Name: Kath. Pfarr- und Wallfahrtskirche hl. Nikolaus GstNr.: 1 Pfarrkirche Lockenhaus     |
| ja   | Datei hochladen | Ehem. Augustiner-Eremitenkloster HERIS-ID: 57201 Objekt-ID: 67019seit 2012 | Hauptplatz 8 Standort KG: Lockenhaus                 | Das ehemalige Klostergebäude der Augustiner-Eremiten ist baulich mit der Pfarrkirche Lockenhaus verbunden und wurde von 1655 bis 1668 erbaut und 1720 mit dem Bau des Westflügels erweitert. 1868 wurde das Klostergebäude als Sommerschloss der Familie Esterházy adaptiert. | BDA-Hist.: Q15905607 Status: Bescheid Stand der BDA-Liste: 2025-06-30 Name: Ehem. Augustiner-Eremitenkloster GstNr.: 2                                     |
| ja   | Datei hochladen | Venezianische Gattersäge HERIS-ID: 71075 Objekt-ID: 84225seit 2017         | Hauptstraße 93, Lockenhaus Standort KG: Lockenhaus   | Anmerkung: Hier gibt es ein Youtube-Video | BDA-Hist.: Q38126616 Status: Bescheid Stand der BDA-Liste: 2025-06-30 Name: Venezianische Gattersäge GstNr.: 301, 344/2                                    |
| ja   | Datei hochladen | Kindergarten, Kastnerhaus HERIS-ID: 47216 Objekt-ID: 49924                 | Klostergasse 6 Standort KG: Lockenhaus               | | BDA-Hist.: Q38026005 Status: § 2a Stand der BDA-Liste: 2025-06-30 Name: Kindergarten, Kastnerhaus GstNr.: 133                                              |
| ja   | Datei hochladen | Friedhofskapelle HERIS-ID: 71073 Objekt-ID: 84223                          | Obere Gasse, Lockenhaus Standort KG: Lockenhaus      | Die Friedhofskapelle wurde in der Mitte des 19. Jahrhunderts erbaut. | BDA-Hist.: Q38126608 Status: § 2a Stand der BDA-Liste: 2025-06-30 Name: Friedhofskapelle GstNr.: 204                                                       |
| ja   | Datei hochladen | Marienkapelle HERIS-ID: 75820 Objekt-ID: 89326                             | bei Kalvarienbergkirche Standort KG: Lockenhaus      | Die Marienkapelle, wohl die vor 1678 ursprüngliche Kreuzkapelle, hat einen geschweiften Giebel und beinhaltet eine polychromierte Pietà aus der 2. Hälfte des 19. Jahrhunderts. | BDA-Hist.: Q64692058 Status: § 2a Stand der BDA-Liste: 2025-06-30 Name: Marienkapelle GstNr.: 3718 Kalvarienberg Lockenhaus                                |
| ja   | Datei hochladen | Kalvarienberg/Kreuzweg, Golgathahügel HERIS-ID: 75821 Objekt-ID: 89327     | Standort KG: Lockenhaus                              | Die Kalvarienberganlage hat 14 Wegkapellen und endet in einem gemauerten Rondell mit den Figuren Kruzifix und Schächer und wurde 1852 geweiht. | BDA-Hist.: Q64692059 Status: § 2a Stand der BDA-Liste: 2025-06-30 Name: Kalvarienberg/Kreuzweg, Golgathahügel GstNr.: 3718 Kalvarienberg Lockenhaus        |